# Haikou
Haikou (xinès: 海口市, pinyin: Hǎikǒu shì) és una ciutat-prefectura i la capital de la província de Hainan, a la República Popular de la Xina. La ciutat és al nord de l'illa de Hainan, al canal d'Qiongzhou. Haikou significa "boca de la mar". Té un població de poc més de 2.000.000 habitants (2010) que ocupen una àrea de 244,55 km². La majoria dels seus habitants són d'ètnia han, que conviuen amb li, miao i hui.